# Radio Gabriela
Radio Gabriela fue una estación radial chilena existente entre los años 1981 y 1998, perteneciente al holding Bío-Bío Comunicaciones.  Inició sus transmisiones en la ciudad de Concepción, expandiéndose a otras ciudades en el año 1995. Su programación se centraba en los éxitos que eran preferidos por el público joven, además de los éxitos de artistas consagrados y las novedades de actualidad, también incluían temas menos conocidos.

## Historia

### Inicios y auge
Radio Gabriela fue fundada en la ciudad de Concepción por Don Nibaldo Mosciatti Moena, reconocido por ser el fundador de otras exitosas radioemisoras como El Carbón de Lota, Bío-Bío de Concepción y Punto 7, las cuales eran radios hermanas de Gabriela. La primera emisión de Radio Gabriela tuvo lugar el 24 de abril de 1981, a través de la frecuencia modulada estereofónica de 98.1 MHz.
Su línea musical estaba orientada a los jóvenes, caracterizándose por difundir los éxitos nacionales e internacionales de actualidad.  Los estilos musicales que fueron parte de su parrilla programática fueron el pop, rock, funk, rap, rock latino, disco, house, grunge, tecno y dance, gracias a lo cual se posicionó en las primeras preferencias entre el público joven.  De esta manera, competía con las radios juveniles de la época, Radio Dimensión y Radio Sinfonía Super Stereo.
Tuvo una gran variedad de programas, de los cuales los más recordados son Mundo Joven, El especial de domingo, y Onda Fiesta.
Su potencia de transmisión era de 10.000 Watts, abarcando así la totalidad de las provincias de Concepción y Arauco, y gran parte de las provincias del Ñuble y del Bío Bío.

### Expansión y cambios de frecuencia
En 1995, radio Gabriela comienza un proceso de expansión hacia otras ciudades de Chile, inaugurando frecuencias en Copiapó (97.3 MHz), La Serena/Coquimbo (90.5 MHz), Temuco (101.7 MHz), y Villarrica/Pucón (88.5 MHz).
En noviembre de 1995, en la ciudad de Concepción, Radio Gabriela trasladó sus transmisiones a la frecuencia del 90.9 MHz, dejando estratégicamente la frecuencia 98.1 MHz para radio Bío-Bío.

### Eslóganes
- 1991-1996: Gabriela sólo sabe ser primera, con la voz de Don Petronio Romo
- 1996-1998: Gabriela la música del mundo, con la voz de Rodolfo Pizarro

### Cierre definitivo
El 31 de agosto de 1998, Radio Gabriela cesó definitivamente sus transmisiones, dejando vacantes sus frecuencias en la zona norte a radio Bío-Bío, y para la zona sur a radio Punto 7.

## Programas
- Mundo Joven (de lunes a sábado de 15:15 a 17:45 horas)
- Onda Fiesta (viernes y sábados de 22 a 02 horas)
- Ranking Pop and Rock (domingo 15:15 horas)
- El Destape Musical de Coca-Cola (lunes a viernes 17:45 a 18:45 horas)
- El especial de domingo (domingos 17:15 horas)
- Sólo para madrugadores
- El Pepsi music de Gabriela ( programa bailable finales de los 80s)
- Especiales con historia (domingo 22 horas)
- Grandes perfiles de la década del 70
- Vitamina G
- Audio Top ( temas destacado de las radios del mundo)
- Tres en el blanco (a cada momento tres canciones de un artista)
- Noticias en Gabriela ( a cada hora un resumen noticioso)
- Grandes Intérpretes de todos los tiempos (inicio los 90, de lunes a viernes a 12:15 horas)
- Non Stop-Mixed Show (programa con locución en Inglés los viernes de 22 a 00 horas)
- Vuelta al pop en 80 mundos (Programa media mañana de lunes a viernes)
- Flash record ( cápsula de un tema destacado)
- Encuentro Especial (de lunes a jueves a las 22 horas)

## Locutores
- Carlos Muñoz
- Petronio Romo
- Sergio Villanueva
- Guillermo Leighton
- Fernando Solís
- Raúl Soto Dreau
- José Andrés Desi Avila (República Dominicana)
- Gerardo González
- Álvaro Miguieles Salazar
- Michelle Orthusteguy Hinrichsen
- Humberto Alarcón Cabezas
- Rodolfo Pizarro Charpentier
- Ignacio Valenzuela

## Frecuencias anteriores
- 97.3 MHz (Copiapó); hoy Radio Bío-Bío.
- 90.5 MHz (La Serena/Coquimbo); hoy Radio Bío-Bío.
- 98.1 MHz (Gran Concepción); hoy Radio Bío-Bío.
- 90.9 MHz (Gran Concepción); hoy Radio Punto 7.
- 101.7 MHz (Temuco); hoy Radio Punto 7.
- 88.5 MHz (Villarrica); hoy Radio Bío-Bío.